# Peter von Nobile

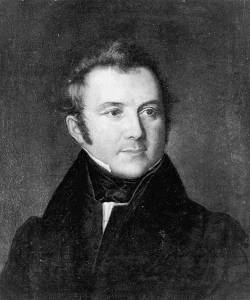
Peter von Nobile.

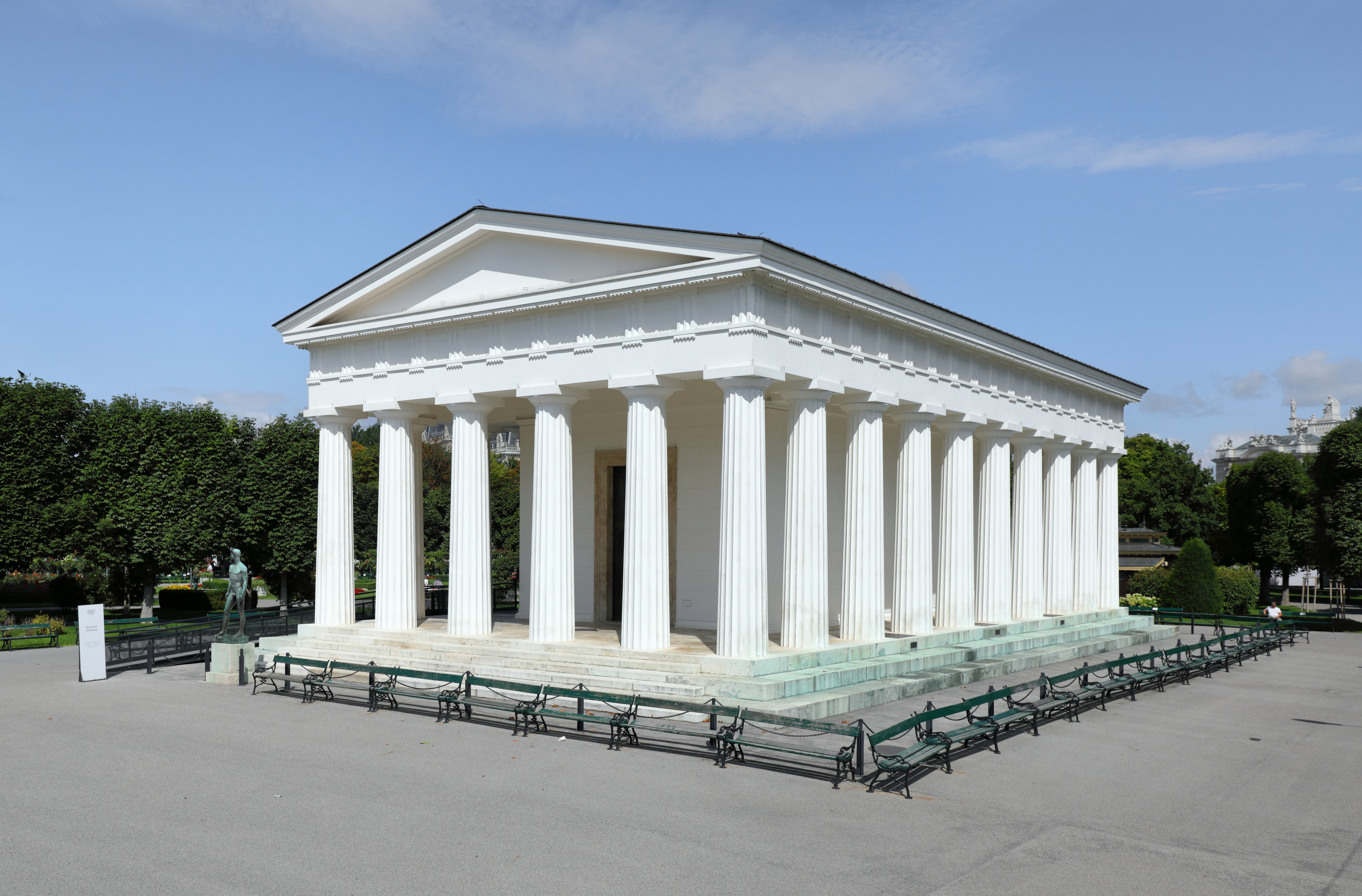
Theseustempel i Wiener Volksgarten.

Peter von Nobile, född 11 oktober 1774 i kantonen Ticino, död 7 november 1854 i Wien, var en schweizisk-österrikisk arkitekt.
Nobile studerade i Rom och var därefter huvudsakligen verksam i Österrike. Hans främsta verk är fyrtornet i Trieste, byggnaderna i Wiener Volksgarten samt den i dorisk ordning utförda Äußere Burgtor (1824), som utgör förbindelsen mellan slottet i Wien, Hofburg, och den forna glacisen jämte förstäderna.
Nobile gjorde sig även känd som arkeolog genom utgrävningar vid Pula och Aquileia. Han hade även stor betydelse för arkitekturskolan vid Wiens konstakademi, vilken stod under hans ledning.